# Rustyk Helpidiusz
Rustyk Helpidiusz – łaciński poeta V i VI wieku, utożsamiany z Ennodiuszem z Pawii i Sydoniuszem Apolinarym. Być może zmarł w 501 lub 502 roku jako biskup Lyonu. Zachowały się dwa pisma Rustyka Helpidiusza: pisana heksametrem Pieśń o dobrodziejstwach Jezusa Chrystusa (Carmen de Jesu Christo), oraz 24 epigramaty Tristicha historiarum testamenti veteris et novi – są to trzywersowe utwory objaśniające sceny biblijne. Dzieła te stoją na wysokim poziomie literackim, mimo braku powiązań autora z kulturą antyczną pisarzy pogańskich.